# Esztramosi Földvári Aladár-barlang
Az Esztramosi Földvári Aladár-barlang Magyarország fokozottan védett barlangjai közül az egyik. Az Aggteleki Nemzeti Park területén található. A barlang az Aggteleki-karszt és a Szlovák-karszt többi barlangjával együtt 1995 óta a világörökség része. Magyarország egyik legidősebb és az Aggteleki-karszt egyik leglátványosabb barlangja. Az Esztramosi Földvári Aladár-barlang az első olyan barlang Magyarországon, amelynél alkalmazni kellett a barlang megmaradása érdekében az 1961. évi barlangvédelmi törvényt.

## Leírás
Az Esztramos-hegy tetején található már nem művelt kőbánya felső, 312 méteres bányaszintjén nyílik, a kőbánya egyik falának tövében. A bejárata ki van építve és le van zárva. A kényelmesen járható bejárat felett egy „Feltámadunk ugye” szövegű kőtábla látható. Középső triász, világosszürke, kristályos mészkőben jött létre. A barlangot magában foglaló kőzet a barlangban a legtöbb helyen csak a barlang mennyezetén látható. A barlang falait általában képződmények fedik. A barlang karsztvízszint alatti keletkezését a barlangban megfigyelhető üstös oldásformák bizonyítják. A tektonikus előkészítés nem volt hatással a barlang kialakulására, a törésvonalakat a cseppkövek szabályos sorokban elhelyezkedéséből lehet megállapítani leginkább. A barlang a felső pliocénben, két millió évvel ezelőtt már létezett. Ezt az esztramosi őslénytani lelőhelyeken végzett kutatások támasztják alá, tehát bizonyíthatóan Magyarország egyik legkorábban kialakult barlangja.
Tulajdonképpen három nagy méretű teremből és a hozzájuk kapcsolódó oldalfülkékből áll az elágazó és egyszintes barlang. A termei átlagosan 10 méter szélesek és 20–30 méter hosszúak. A vízszintes kiterjedése 85×29 méter. A leglátványosabb morfológiai nagyformája a vízszintes mennyezet a termekben, amely mindenhol 306 és 307 méter tengerszint feletti magasságban helyezkedik el. Ez a ritka, vízszintes forma az Esztramos barlangjai közül, a 305 és a körülbelül 320 méter tengerszint feletti magasságban képződött barlangokban volt gyakori, de ezek a barlangok már megsemmisültek az Esztramosi Földvári Aladár-barlang kivételével. Valószínűleg a régi karsztvízszintnek a következménye a vízszintes mennyezet. Különleges képződményei a mennyezetről lelógó, csillárszerű, körbeoldott, a mennyezethez kis átmérőjű résszel csatlakozó, nagy méretű kőtömbök is. Ezeknek a többsége azonban nem bírta ki a védőövezeten kívüli kőbányászati robbantásokat és leszakadt.
A karsztvízszint alatt alakultak ki a fennőtt kalcitkristályok. Ezek a barlang egyes helyein a tíz centiméter hosszúságot és a 2,5 centiméter vastagságot is elérik. Később, a terület kiemelkedése után, a karsztvízszint fölé került járatokban a beszivárgó vizek változatos formájú és színű cseppkőképződményeket hoztak létre, például cseppkődrapériákat, cseppkőlefolyásokat, cseppkőmedencéket, függőcseppköveket, heliktiteket, állócseppköveket és cseppkőoszlopokat. A szárazzá vált cseppkőmedencékben szinlők képződtek. Csak az állócseppkövek egy kis része és a kis méretű függőcseppkövek maradtak meg az egy ideig lezáratlan barlangban. A cseppkövekre korallborsókő, gömbös borsókő és gombaszerűen szétterülő borsókő települt.
A cseppköveket és a borsóköveket helyenként több centiméter vastagságban borítja puha és mattfehér hegyitej. A középső teremben található Magyarországon a legtöbb hegyitej. A barlang hegyitejének az anyaga a lublinit. A Villányi-hegység és a Budai-hegység barlangjaiban a hegyitej főleg magnézium-karbonát ásványokból áll. A kevés függőcseppkő a kicsapódó pára által nagyon visszaoldott. Az Aggteleki Nemzeti Park Igazgatóság engedélyével, elektromos lámpa használatával, szakvezetővel és maximum 10 fős csoportokban tekinthető meg. A barlang oda-vissza körülbelül 300 méteres túraútvonalának a bejárását megkönnyítik a vaslétrák, a terméskőlépcsők és a villanyvilágítás. Turistaruhában járható.
Ez az egy barlang maradt meg a 305 és körülbelül 320 méter tengerszint feletti magasságban kialakult barlangszintben, az 1960-as és az 1970-es években előkerült üregek közül a kőbányában. Az Esztramosi Földvári Aladár-barlang az első olyan barlang Magyarországon, amelynél alkalmazni kellett a barlang megmaradása érdekében az 1961. évi barlangvédelmi törvényt. Az előírt védőpillérrel védett barlangot elkerülte a bányaművelés és a barlang némileg károsodva, de megmenekült a pusztulástól. Az Esztramos-hegy fokozottan védett hat barlangja közül az egyik, a másik öt az Esztramosi Felső-táró 2. sz. ürege, a Rákóczi 1. sz. barlang, a Rákóczi 2. sz. barlang, a Rákóczi 3. sz. barlang és a Rákóczi-oldaltáró barlangja. A Bódvarákón található nyolc barlang egyike, a településen található egyetlen fokozottan védett barlang.
A barlang Földvári Aladár nevéről lett elnevezve. 1982-ben volt először Esztramosi Földvári Aladár-barlangnak nevezve a barlang az irodalmában. Előfordul a barlang az irodalmában 312-es barlang (Bertalan 1976), Esztramos Cave (Kordos 1977), Esztramos felső 1. sz. barlang (Bertalan 1976), Esztramos-felső 1. barlang (Kordos 1973), Esztramos felső 1.-barlang (Kordos 1973), Esztramosi-barlang (Dénes 1964), Esztramosi barlang (Kordos 1974), Esztramosi felső 1. sz. barlang (Takácsné Bolner 2003), esztramosi Felső 1. sz. barlang (Kordos 1984), Esztramosi felső barlang (Takácsné Bolner 2003), Földvári Aladár-barlang (Takácsné 1987), Földvári Aladár Cave (Takácsné, Eszterhás, Juhász, Kraus 1989), Földvári-barlang (Vidics 1982), Földváry Aladár-barlang (Kalinovits, Kollár K., Kovács 1980), Földváry-barlang (Bertalan 1976), Osztramos-felső 1. barlang (Kordos 1973) és Osztramos felső 1. sz. barlang (Kordos 1972) neveken is.

## Kutatástörténet
1964 októberében nyílt meg a barlang bejárata a bányaművelés során végzett robbantással. Először a Vörös Meteor Barlangkutató Csoport tagjai kutatták. 1964-ben jelentek meg a barlangról szóló első publikációk. Egy darabig kérdéses volt, hogy megmarad-e a barlang, mert a magyarországi gazdaságnak és a kőbányászattal foglalkozó vállalatnak nem állt érdekében és veszteséges volt a barlang megőrzése. 1967-ben a csoport két tagja, Dénes György és Ránky Ernő felmérték a barlangot, majd elkészítették a felmérés alapján a barlang alaprajz térképét és kiterített hosszmetszet térképét. Ebben az évben rajzolva lett egy térkép, amely az Esztramos felső bányaszintjét mutatja be. Ezen a térképen látható a barlang járatainak elhelyezkedése.
Az elkészült térképek alapján ki lehetett jelölni a barlang védelmére egy 50×150 méter alapterületű védőpillért. A védőpillér létrehozása biztosította a barlang megmaradását, de a barlang nem volt lezárva és ezért a barlangi képződmények nagyon károsodtak és egy részük eltűnt, egy részük pedig elpusztult. A legszebb képződmények kikerültek a barlangból, a magyarországi barlangokban gyakoribb ásványkiválások, például a függőcseppkövek és az állócseppkövek nagy része pedig helyben megsemmisült. A barlang eredeti állapotáról nem sok fénykép készült.
Az 1970-es években a korlátozott mértékű idegenforgalmi bemutatását lehetővé tették a villanyvilágítás bevezetésével és a barlang bejáratának a kiépítésével. A legbelső teremnek, a későbbi Létrás-teremnek bejárását vaslétrákkal tették egyszerűbbé. Kordos László 1973. évi Karszt és Barlangban megjelent tanulmányában az olvasható, hogy 1971-ben beomlott a barlng első terme robbantások miatt. 1976-ban vált országos jelentőségű barlanggá az 5400-as (Aggteleki-karszt) barlangkataszteri területen lévő, tornaszentandrási Esztergomi /Földváry Aladás/-barlang. A Bertalan Károly által írt és 1976-ban befejezett kéziratban szó van arról, hogy Tornaszentandráson, az Esztramos hegyen helyezkedik el az Esztramosi-barlang (Esztramos felső 1. sz. barlang, 312-es barlang, Földváry-barlang). A XII-es bányarész DNy-i részén található a barlang lefelé haladó szűk bejárata, amely vasajtóval le van zárva. A kb. 120 m hosszú és kb. 10 m mély barlangban cseppkő, borsókő és montmilch figyelhető meg. A barlang első terme a robbantások miatt beomlott, majd később az OTVH lezárta. A kézirat barlangot ismertető része 2 publikáció alapján lett írva.
Az 1976-ban összeállított, országos jelentőségű barlangok listájában lévő barlangnevek pontosítása után, 1977. május 30-án összeállított, országos jelentőségű barlangok listáján rajta van az Aggteleki-karszton, Tornaszentandráson található barlang Esztramosi-barlang néven. Az 1977. évi Karszt és Barlang angol nyelvű különszámában megjelent, The longest and deepest caves of Hungary (December 31, 1975) című közleményből megtudható, hogy az Aggteleki-karszton fekvő, 200 m hosszú Esztramos Cave 1975. december 31-én Magyarország 48. leghosszabb barlangja. A 46. leghosszabb barlang (Rákóczi 1. sz. barlang), a 47. leghosszabb barlang (Rákóczi 2. sz. barlang), a 49. leghosszabb barlang (Leány-barlang) és az 50. leghosszabb barlang (Dorogi 1. sz. kaverna) szintén 200 m hosszú.
Az 1977. december 31-i állapot szerint (MKBT Meghívó 1978. május) a Rudabányai-hegységben lévő és kb. 200 m hosszú Esztramosi-barlang Magyarország 52. leghosszabb barlangja. Az 1977. évi Karszt és Barlangban megjelent összeállítás alapján, 1977. december 31-én Magyarország 57. leghosszabb barlangja az Aggteleki-karszton elhelyezkedő, 1977. december 31-én, 1976-ban és 1975-ben kb. 200 m hosszú Esztramosi-barlang. Az 55. leghosszabb barlang (Rákóczi 1. sz. barlang), az 56. leghosszabb barlang (Rákóczi 2. sz. barlang), az 58. leghosszabb barlang (Leány-barlang) és az 59. leghosszabb barlang (Dorogi 1. sz. kaverna) szintén kb. 200 m hosszú. Ez az összeállítás naprakészebb az 1978. májusi MKBT Meghívóban publikált listánál.
Az 1980. évi Karszt és Barlang 1. félévi számában publikálva lett, hogy a kiemelt jelentőségű Esztramosi-barlang az 5400-as barlangkataszteri területen (Gömör–Tornai-karszt és Cserehát hegység) helyezkedik el. A barlangnak 5413/1. a barlangkataszteri száma. Az MKBT Dokumentációs Bizottsága a helyszínen el fogja helyezni, a többi kiemelt jelentőségű barlanghoz hasonlóan, a barlang fémlapba ütött barlangkataszteri számát. A barlangkataszteri szám beütéséhez alapul szolgáló fémlap ugyanolyan lesz mint a többi kiemelt jelentőségű barlang fémlapja.
1981. május 20-án Hazslinszky Tamás, Székely Kinga és Kárpát József felmérték a barlangot, majd Kárpát József a felmérés alapján megszerkesztette a barlang alaprajz térképét és keresztmetszet térképeit. Ekkor készült egy olyan térkép is, amely a barlangot és védőpillérét mutatja be. 1982. július 1-től az Országos Környezet- és Természetvédelmi Hivatal elnökének 1/1982. (III. 15.) OKTH számú rendelkezése (1. §. és 3. §., illetve 5. sz. melléklet) értelmében az Aggteleki-karsztvidéken lévő Esztramosi Földvári Aladár-barlang fokozottan védett barlang. Fokozottan védett barlang képződményei és kialakulásmódja miatt lett, valamint azért, mert a bánya által veszélyeztetve volt. Az 1982. szeptember–októberi MKBT Műsorfüzetben meg van említve, hogy az Aggteleki-karsztvidéken található Esztramosi Földvári Aladár-barlang (Esztramosi-barlang) fokozottan védett barlang. A felsorolásban a barlangnevek az MKBT által jóváhagyott és használt helyesírás szerint, javított formában lettek közölve.
1982 novemberében készült el a barlang axonometrikus térképe, amelyet Holl Balázs szerkesztett és Berhidai Tamás rajzolt. Az Acheron Barlangkutató Szakosztály 1983. évi évkönyvében megtalálható a barlang térhálós térképe és izometrikus térképe. Az 1984-ben kiadott, Magyarország barlangjai című könyv országos barlanglistájában szerepel az Aggteleki-karszton lévő barlang esztramosi Felső 1. sz. barlang néven Esztramosi-barlang, 312-es barlang és Földváry-barlang névváltozatokkal. A listához kapcsolódóan látható az Aggteleki-karszt és a Bükk hegység barlangjainak földrajzi elhelyezkedését bemutató 1:500 000-es méretarányú térképen a barlang földrajzi elhelyezkedése. Az 1987. december 31-i állapot alapján az Esztramosi-barlang (Földvári Aladár-barlang) nem érte el az új felmérés szerint a 200 m-es hosszt. (Az 1977. évi Karszt és Barlangban közölt hosszúsági listában a barlang kb. 200 m hosszú.)
Az 1989. évi Karszt és Barlangban lévő, Magyarország barlangjai című összeállításban szó van arról, hogy az Aggteleki-karszt DK-i előterében van néhány, melegvizes behatást mutató barlang is. Ilyen hatásról tanúskodnak a Rejtek-zsomboly képződményei, illetve a Bódva-völgy túlsó oldalán emelkedő Esztramos-hegy hidrotermális jelenségei. Az Esztramoson a középkorban vasércet fejtettek. A fejtett vasérc kevés, de jó minőségű volt. Napjainkban kőbánya működik a hegy felső szintjén. A mészkövet behálózó bányatárók és szállítóvágatok egy tucat kisebb-nagyobb barlangot tártak fel. A hegy felső szintjén folyó kőbányászat tárta fel pl. az Esztramosi-barlangot (Földvári Aladár-barlang), amelynek gazdag ásványképződményei közül kiemelkednek a puha fehér lublinittel (montmilch) borított cseppkövek, illetve a csepegő vizekből összegyűlt kis tavak kiválásai. A publikációban lévő 1. ábrán (Magyarország térkép) be van mutatva a barlang földrajzi elhelyezkedése. A folyóirat 1989. évi különszámában napvilágot látott ennek az utóbbi tanulmánynak az angol nyelvű változata (The caves of Hungary). Ebben a tanulmányban Esztramos Cave (Földvári Aladár Cave) a barlang neve.
1991-ben felújították berendezéseit. Az 1993. március–áprilisi MKBT Műsorfüzetben megjelent, hogy a KTM Természetvédelmi Hivatal egy plakátsorozat megjelenését tervezte, amelyen a magyarországi fokozottan védett barlangok szerepelnek, és ehhez diákat keresett. Előkészítés alatt állnak az Aggteleki-karszt fokozottan védett barlangjairól és a közeljövőben fokozottan védett barlangjairól készült plakátok, köztük a Földvári-barlangot ábrázoló is.
A Esztramosi Földvári Aladár-barlang az Aggteleki-karszt és a Szlovák-karszt többi barlangjával együtt 1995 óta a világörökség része. 1996-ban az Aggteleki Nemzeti Park Igazgatóság felfüggesztette a barlang idegenforgalmi hasznosítását, mert a kőbánya leállásával az energiaellátás megszűnt. 1998. május 14-től a környezetvédelmi és területfejlesztési miniszter 13/1998. (V. 6.) KTM rendelete szerint az Aggteleki Nemzeti Park Igazgatóság illetékességi területén található Esztramosi (Földvári)-barlang az igazgatóság engedélyével látogatható. 2001. május 17-től a környezetvédelmi miniszter 13/2001. (V. 9.) KöM rendeletének értelmében az Aggteleki-karsztvidék területén lévő Esztramosi Földvári Aladár-barlang fokozottan védett barlang. Egyidejűleg a fokozottan védett barlangok körének megállapításáról szóló 1/1982. (III. 15.) OKTH rendelkezés hatályát veszti.
A barlang 2001-ben készült állapotfelvételi kéziratában a barlang 84 m vízszintes kiterjedésűnek van leírva. A 2003-ban megjelent, Magyarország fokozottan védett barlangjai című könyv szerint a barlang 190 m hosszú, –8 m függőleges kiterjedésű és 85×29 m vízszintes kiterjedésű. 2005. szeptember 1-től a környezetvédelmi és vízügyi miniszter 22/2005. (VIII. 31.) KvVM rendelete szerint az Aggteleki Nemzeti Park Igazgatóság működési területén található Esztramosi (Földvári)-barlang a felügyelőség engedélyével látogatható. 2005. szeptember 1-től a környezetvédelmi és vízügyi miniszter 23/2005. (VIII. 31.) KvVM rendelete szerint az Aggteleki-karsztvidéken lévő Esztramosi Földvári Aladár-barlang fokozottan védett barlang.
A 2005-ben kiadott, Magyar hegyisport és turista enciklopédia című kiadványban önálló szócikke van a barlangnak. A szócikk szerint az Esztramosi Földvári Aladár-barlang az Aggteleki Nemzeti Parkban található. 1982-ben lett fokozottan védetté nyilvánítva Esztramosi-barlang néven, de általában csak Földvári-barlangnak van nevezve. Az Esztramos felhagyott kőfejtőjének felső, 312 m-es szintjén van a bejárata a bányaművelés során 1964-ben megnyílt barlangnak. A folytatódó bányászat mellett azért maradt meg, mert egy 50×150 m alapterületű védőpillér lett kijelölve a barlang megóvására. Középső triász világosszürke kristályos mészkőben jött létre a barlang. Szinte csak a mennyezeten látható befoglaló kőzete, ásványkiválások fednek minden egyéb felületet. Magyarország legidősebb barlangjai közé tartozik. Karsztvízszint alatti oldódással keletkezett. A mennyezet síkja jelöli az egykori karsztvízszintet. A három tág teremből és az azokhoz kapcsolódó kisebb oldalfülkékből álló barlang 190 m hosszú és 7 m-nél kicsivel több a függőleges kiterjedése.
Feltárásakor a termek vízszintes mennyezetéhez kis felületen kapcsolódó, hatalmas, gomba alakú kőnyelvek lógtak le a mennyezetről. A robbantások hatására ezek legtöbbje leszakadt a mennyezetről, de illeszkedési helyük jelenleg is jól megfigyelhető az aljzaton heverő tömbjeik felett. A barlangot szín- és formagazdag cseppkőkéreg és cseppkőzászló, különböző vastagságú cseppkőoszlopok, kisebb méretű állócseppkövek ékesítik. Kevés benne a függőcseppkő, amely több helyen foltokban tövig visszaoldott. Tömeges megjelenésben heliktitbokrok, a cseppkőmedencék körül cseppkőszinlők, illetve néhány cseppkövön 2–5 cm széles montmilchszoknya figyelhető meg. Nagy felületeket borítanak vörösesbarna színű, változó méretű borsókőkiválások, amelyek közt egyaránt megtalálhatók a gombaszerűen elterülő, az apró gömbökből álló, valamint a vékony korallszerű ágakban végződő változatok. Jelentősen sérült a képződmények egy része. Szakvezetővel, legfeljebb 10 főből álló csoportokban látogatható a lezárt barlang. A megtekintést villanyvilágítás, létrák és vaslépcsők segítik.
Az Esztramosról szóló szócikkben szó van arról, hogy az Esztramosban számos (leginkább a bányászat következményeként feltárult) kisebb-nagyobb üreg található, amelyek közül négyet fokozott védelem alá helyeztek. A barlangok keletkezése főleg a karsztvízszint alatti (freatikus), a törések mentén a mélyből feláramló langyos és fentről beszivárgó hideg vizek oldó hatásának következménye. Jelentős mennyiségű és változatos formájú ásványkiválások alakultak ki a hegy kiemelkedésének és a Bódva bevágódásának hatására szárazzá vált üregekben. A barlangokat az Aggteleki-karszt és a Szlovák-karszt többi barlangjával együtt 1995-ben nyilvánították a világörökség részévé. Földvári Aladár szócikkében meg van említve, hogy Földvári Aladár nevét viseli az Esztramos egyik fokozottan védett barlangja.
A 2006. évi Vespertilioban közölt tanulmány szerint 2002. szeptember 7-én a bódvarákói barlang bejáratának közelében Boldogh Sándor észlelt egy nagy patkósdenevért és egy hegyesorrú denevért, valamint a barlangban egy horgasszőrű denevért. 2003. január 17-én a barlangban 4 kis patkósdenevért figyeltek meg Boldogh Sándor, Bihari Zoltán, Štefan Matis és Mihalik Imre. 2004. január 17-én 8 kis patkósdenevért és egy hegyesorrú denevért észleltek a barlangban Boldogh Sándor, Barti Levente és Paulovics Péter. 2007. március 8-tól a környezetvédelmi és vízügyi miniszter 3/2007. (I. 22.) KvVM rendelete szerint az Aggteleki Nemzeti Park Igazgatóság működési területén lévő Esztramosi (Földvári)-barlang az igazgatóság engedélyével tekinthető meg.
2013. július 19-től a vidékfejlesztési miniszter 58/2013. (VII. 11.) VM rendelete szerint az Esztramosi Földvári Aladár-barlang (Aggteleki Nemzeti Park Igazgatóság működési területe) az igazgatóság hozzájárulásával látogatható. 2015. november 3-tól a földművelésügyi miniszter 66/2015. (X. 26.) FM rendelete szerint az Esztramosi Földvári Aladár-barlang (Aggteleki-karsztvidék) fokozottan védett barlang. A 2017-ben rendezett 61. Barlangnapon az egyik túracélpont volt. 2021. május 10-től az agrárminiszter 17/2021. (IV. 9.) AM rendelete szerint az Esztramosi Földvári Aladár-barlang (Aggteleki Nemzeti Park Igazgatóság működési területe) az igazgatóság engedélyével látogatható. A 13/1998. (V. 6.) KTM rendelet egyidejűleg hatályát veszti.

## További irodalom
- Antalffy Gyula: Felfedező úton az új cseppkőbarlangban. Magyar Nemzet, 1965. január 24.
- a. gy. (Antalffy Gyula): Megmenekül a pusztulástól az ostromosi cseppkőbarlang. Magyar Nemzet, 1967. augusztus 5.
- Antalffy Gyula: Pusztulás fenyegeti az esztramosi kristálybarlangot. Magyar Nemzet, 1980. január 25.
- Antalffy Gyula: Az Ostromos kincse. Delta, 1967. 1. 14–16. old.
- Antal István Bertalan: Egy természeti kincs megmentéséért. Északmagyarország, 1965. február 16.
- –ivánszk–: Barlang a mészkőbányában. Ózdi Vasas, 1964. november 22. (7. évf. 48. sz.) 1. old.
- –: Új barlang-csodára bukkantak az Aggteleki-hegységben. Magyar Nemzet, 1965. január 10.